# 韦克菲尔德
韦克菲尔德，英格兰西约克郡的一座主教座堂市，是域菲都會區的行政中心。當地滨临考尔德河，位於奔寧山脈東緣。市區面積為29平方公里。當地屬於西約克郡都市區以及次級行政區約克郡和亨伯。
在2011年的人口普查中，韦克菲尔德的人口為99,251人。
1888年，它是最後一批因擁有主教座堂而獲得城市地位的城鎮之一。它有一座市政廳和郡政廳。1974至1986年，韦克菲尔德郡政廳曾是西約克郡議會的所在地。1987年，郡政廳成為了韦克菲尔德都會區議會總部。
韦克菲尔德戰役發生在玫瑰戰爭期間，當時這座城市是內戰中保皇黨的據點。由於卡爾德河可通航，韦克菲尔德透過成為一個內陸港口，發展成一個重要的集鎮和羊毛交易中心。18世紀，韦克菲尔德成為玉米交易、煤炭開採和紡織品貿易的中心。

## 地理

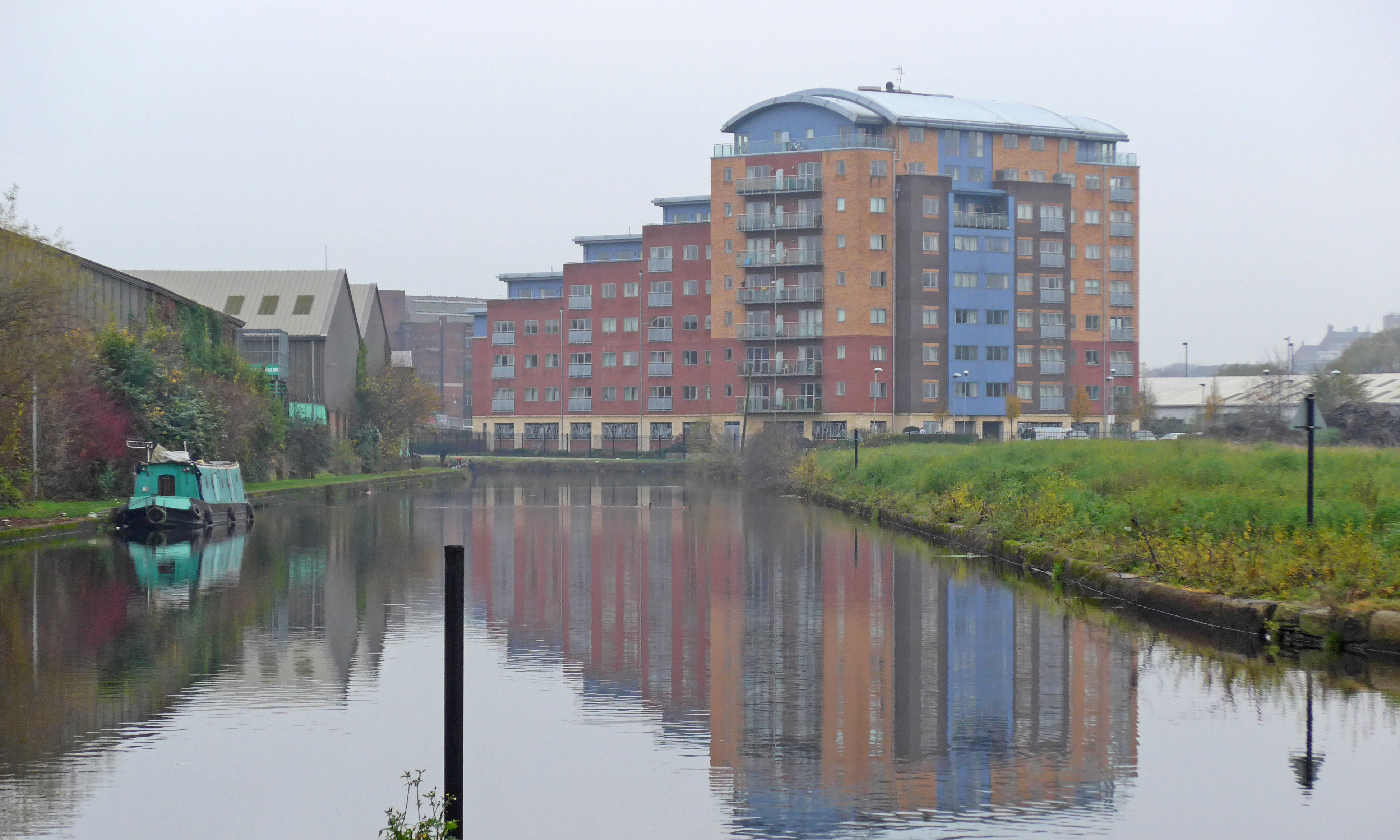
考爾德河韦克菲尔德段

域菲位於利茲東南9英里（14公里）、約克西南28英里（45公里）處，位於考爾德河谷下游、奔寧山脈東緣。市中心位於考爾德河北岸一座低矮的山丘上，靠近一個十字路口，一座14世紀的九拱石橋和一座建於1929年-1930年的鋼筋混凝土橋橫跨在該十字路口。它位於通往謝菲爾德、利茲和唐卡斯特的主要南北路線以及通往哈德斯菲爾德、迪斯伯里和龐蒂弗拉克特東西路線的交匯處。
韦克菲尔德位於諾丁漢郡、德比郡和約克郡煤田的區域內，位於石炭紀時期形成的中間煤層和砂岩上。
韦克菲尔德包括以前遠離市中心的村莊阿爾弗索普（Alverthorpe）、索恩斯（Thornes）、桑德爾（Sandal）、波多貝羅（Portobello）、貝納維（Belle Vue）、額布力（Agbrigg）、盧普塞特（Lupset）、凱特索普（Kettlethorpe） 和弗蘭肖（Flanshaw）。牛頓山（Newton Hill）、外林（Outwood）、斯坦利（Stanley）和倫索普（Wrenthorpe）曾在2001年的人口普查中被單獨分類，但在2011年的人口普查中被算作韦克菲尔德的一部分。

### 气候
| 韦克菲尔德        | 韦克菲尔德 | 韦克菲尔德 | 韦克菲尔德 | 韦克菲尔德 | 韦克菲尔德 | 韦克菲尔德 | 韦克菲尔德 | 韦克菲尔德 | 韦克菲尔德 | 韦克菲尔德 | 韦克菲尔德 | 韦克菲尔德 | 韦克菲尔德  |
| 月份              | 1月        | 2月        | 3月        | 4月        | 5月        | 6月        | 7月        | 8月        | 9月        | 10月       | 11月       | 12月       | 全年        |
| ----------------- | ---------- | ---------- | ---------- | ---------- | ---------- | ---------- | ---------- | ---------- | ---------- | ---------- | ---------- | ---------- | ----------- |
| 平均高温 °C（°F） | 7 (44)     | 7 (44)     | 9 (49)     | 12 (53)    | 16 (60)    | 18 (65)    | 21 (69)    | 21 (69)    | 17 (63)    | 13 (56)    | 9 (49)     | 7 (45)     | 13 (56)     |
| 平均低温 °C（°F） | 2 (36)     | 2 (36)     | 3 (37)     | 4 (39)     | 7 (45)     | 10 (50)    | 12 (54)    | 12 (54)    | 10 (50)    | 7 (45)     | 4 (39)     | 3 (37)     | 6 (44)      |
| 平均降水量 mm（） | 87 (3.41)  | 64 (2.50)  | 68 (2.67)  | 62 (2.46)  | 56 (2.19)  | 67 (2.63)  | 51 (2.01)  | 64 (2.50)  | 64 (2.53)  | 74 (2.91)  | 78 (3.06)  | 92 (3.62)  | 827 (32.49) |
| 来源：            |            |            |            |            |            |            |            |            |            |            |            |            |             |

## 歷史

### 名字來源
韦克菲尔德這個名字可能源自「Waca's field」——一個名叫「Waca」的人擁有的開闊土地，或者是從古英語單詞 wacu 演變而來，意思是守望或喚醒，而 feld 是一片用作舉行節日的開放土地。 在 1086 年的末日審判書中，它被寫為 Wachefeld 或 Wachefelt。

### 早期歷史
韦克菲尔德地區的李摩爾 (Lee Moor) 和盧普塞特曾出土燧石、石器以及年代較晚的青銅器和鐵具，顯示了當地自史前時代以來已有人類活動。在公元 43 年被羅馬人佔領之前，韦克菲尔德一直是布里甘特人的家園。羅馬人的道路從龐蒂弗拉克特出發，經過街屋（Streethouse）等地，穿過柯克里斯，然後在韦克菲尔德橋（該橋上跨韦克菲尔德附近一處淺灘）穿過考爾德河，到達曼徹斯特。 1697年至1879年間，一大群用作偽造羅馬-英國硬幣的模具於靈威爾門（Lingwell Gate）出土，該批模具被稱為靈威爾門硬幣模具。 截至2021年，英國各地的博物館總共收藏了288個模具。模具出現的原因可能是韦克菲尔德在5或6世紀被盎格魯人佔領。
公元 876 年之後，當地由維京人控制，他們在韦克菲尔德周圍建立了十二個小村莊或索普斯（thorpes）。當時聚居地靠近考爾德河的一個渡口，鄰近西路、北路及教堂路 （Westgate、Northgate及Kirkgate） 三條道路一帶。「Gate」後綴源自古挪威語 「gata」，意思是路  ；「Kirk」來自「kirkja」，表示有一座教堂。
1066 年之前，韦克菲尔德的莊園屬於懺悔者愛德華，在黑斯廷斯戰役後它改屬征服者威廉。1069 年，征服者威廉對北英格蘭居民反抗諾曼統治進行報復，對當地廣泛地區造成破壞，韦克菲尔德亦成為受害者。韦克菲尔德在 1086 年的末日審判書中被記錄為 Wachfeld，覆蓋的面積比現在大得多，其中大部分被描述為「荒地」。莊園由王室授予第一代薩里伯爵威廉·德·瓦倫納 (William de Warenne)，他1088年去世後，他的後裔瓦倫納伯爵 (Earls Warenne) 繼承了莊園。 桑德爾城堡始建於 12 世紀初。 當地第二座城堡，韦克菲尔德城堡，則位於考爾德河北側的拉維山上。1324 年，愛德華二世將兩座城堡委託給理查·莫斯利 (Richard Moseley) 照管。但韦克菲尔德城堡後來被廢棄。 韦克菲尔德及其周邊地區成為了瓦倫納男爵的廣泛領地，領地範圍延伸至柴郡和蘭開夏郡。瓦倫納男爵及其封建下屬領主一直控制著該地區，直到 14 世紀才傳給他們的繼承人。在該地區持有土地的諾曼人租戶包括盧普塞特的 Lyvet 家族。
末日審判書記錄了兩座教堂，一座在韦克菲尔德，一座在桑德爾麥格納（Sandal Magna，或稱桑德爾，現為韦克菲尔德郊區）。韦克菲尔德的撒克遜教堂於 1100 年左右以諾曼風格用石頭重建，並不斷擴建，直到 1315 年中央塔樓倒塌。1420 年，教堂再次重建，並在 1458 年至 1475 年間擴建。

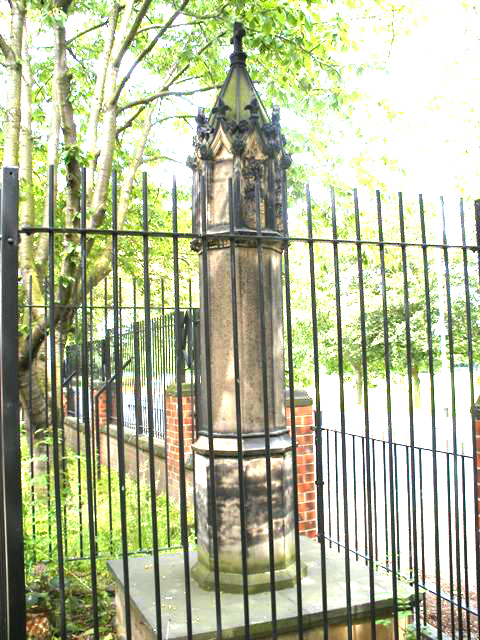
理查·金雀花於1460年在韦克菲尔德被殺的紀念碑

1203 年，第五代薩里伯爵威廉·德·瓦雷納獲贈韦克菲尔德鎮上一個市場 。1204年，約翰國王授予在11月1日諸聖節期間舉辦集市的權利，1258 年亨利三世授予在6月24日施洗者聖約翰節期間舉辦集市的權利，市場靠近鬥牛場和教堂。韦克菲尔德的市民喜歡玩遊戲和運動，14 世紀的主要運動是射箭，韦克菲尔德的射箭托在河邊的草沼。韦克菲尔德在中世紀被稱為「歡樂之城」（Merrie City）。
在玫瑰戰爭期間，約克公爵理查·金雀花於1460年12月30日在桑德爾城堡附近的韦克菲尔德戰役中陣亡。在中世紀，韦克菲尔德成為考爾德河上的一個內陸港口，以及羊毛和製革貿易的中心。為準備1558年4月西班牙無敵艦隊即將到來的入侵，四百名來自當地及鄰近地區的人帶著武器被召喚到莫利（Morley）附近的布倫特克利夫（Bruntcliffe）。來自西路、北路、教堂路和桑德爾的人也在其中，他們都在同年8月返回。
英國內戰期間，韦克菲尔德是保皇派的據點。1643年5月20日，由托馬斯·費爾法克斯爵士率領的一次進攻為議員奪取了該鎮。超過一千五百名士兵連同保皇派指揮官中將喬治·戈林（George Goring）一起被俘。
1699年，一項興建艾爾和考爾德通航運河的法案獲議會經過。運河為韦克菲尔德提供了通往北海的通道。1765年韦克菲尔德的牛市場成立，成為英格蘭北部最大的牛市場之一。該鎮是布料交易的中心，擁有自己的布料大廳，即建於1766年的塔米大廳（Tammy Hall）。在1700年代後期，喬治時代建築風格的聯排別墅和聖約翰教堂於鎮中心的北部落成。

### 工業革命時代
19世紀初，韦克菲尔德是一個富裕的集鎮和內陸港口，從事羊毛和穀物貿易。艾爾和考爾德通航運河、考爾德和海伯通航運河（Calder and Hebble Navigation）及巴恩斯利運河極大地促進韦克菲尔德發展成重要穀物市場，當地的穀物銷量比北部任何其他市場都要多。河岸上設有大型倉庫，用於儲存來自諾福克郡、劍橋郡和林肯郡的糧食，以供應約克郡西區快速增長的人口。當地種植了大量大麥，1885年，韦克菲尔德生產的麥芽「比英國中同等面積的任何地區」都多。市場在鬥牛場周圍的街道上發展起來，喬治街和英斯路（Ings Road）之間的牛市場發展成為全國最大的市場之一。收費公路曾是當地很重要的陸路運輸手段。當地曾設定期郵車前往利茲、倫敦、曼徹斯特、約克和謝菲爾德，「斯特拉福德武器」（Strafford Arms）是一家重要的客車驛站。 1840 年，當曼徹斯特和利茲鐵路上的教堂路（Kirkgate）站落成啟用時，韦克菲尔德開始有鐵路服務。
布料交易衰落時，使用蒸汽動力的毛紡廠開始在河邊落成。 一家玻璃廠（位於考爾德谷路（Calder Vale Road））、數家啤酒廠（如鷹釀造廠）、與採礦業密切相關的機器廠、以及位於東高沼（Eastmoor）的肥皂廠和磚廠，為韦克菲尔德帶來了多元化的經濟。韦克菲尔德位於考爾德河畔的船廠曾建造小船和單桅帆船。在該鎮的郊區，自15世紀以來就開始開採煤炭，1831年該鎮的煤坑僱用了三百名工人。。

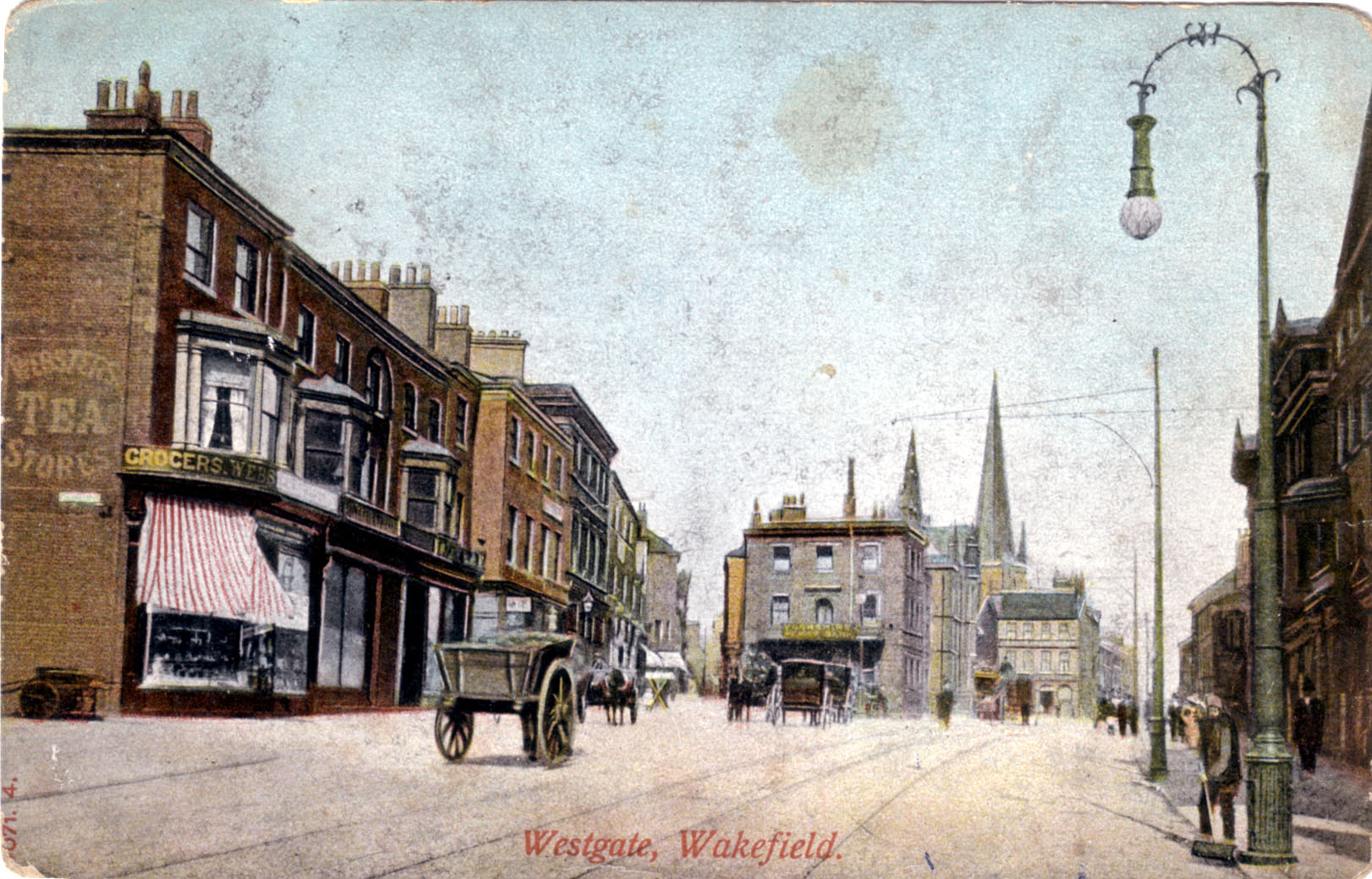
約1900年時的韦克菲尔德西門（Westgate）

在 19 世紀，韦克菲尔德成為約克郡西區的行政中心，當時建造了許多相關的建築物。伍德街的第一座市政建築：法院大樓建於 1810 年。西門貧民精神病患收容所（West Riding Pauper Lunatic Asylum，現斯坦利羅維德醫院）於1816年在斯坦利羅維德（Stanley Royd）落成，位置在鎮中心外的阿巴佛路（Aberford Road）上。在 19 世紀，韦克菲尔德精神病患收容所在英國精神病學的發展中發揮了核心作用，並培育了亨利·莫斯利和詹姆士·克萊頓·布朗等醫務人員。現在收容所大部分都被拆除了。建於 1595 年的舊懲教所於 1847 年重建為韦克菲尔德監獄。 韦克菲尔德聯盟濟貧院 於 1853 年在東高沼的公園屋里（Park Lodge Lane）建成；克萊頓醫院在湯瑪士·克萊士議員的捐款下於 1854 年建成。 1820 - 1821 年在伍德街建造的成人學院設有一個集會室、公共圖書館和報刊室，採用古典風格，帶有愛奧尼式細節。1827 年到 20 世紀，韦克菲尔德文社曾於成人學院營運。學院內的地質學會將文物贈予韦克菲尔德博物館。
直到 1837 年，韦克菲尔德仍依賴水井和泉水供水。當時來自考爾德河的水受到污染，各種供水計劃又沒有成功。1888 年，里斯沃思荒原的水庫和阿斯利（Ardsley）的服務水庫開始提供清潔水。 到 1885 年，該鎮的街道已鋪設妥善，掛有旗幟，並由一家成立於 1822 年的公司提供燃氣照明。 1870 - 1885 年期間，城鎮北側、聖約翰教堂周圍的街道亦進行了改善，現在該地已成為保護區。

### 20世紀
1906 年 6 月 2 日，安德魯·卡內基 在德魯里巷 (Drury Lane) 開設了一座新的韦克菲尔德圖書館，該圖書館是在卡內基信託基金 (Carnegie Trust) 撥款 8,000 英鎊的情況下建成的。
第一次世界大戰後，市議會開始在韦克菲尔德建造七個前議會房屋（Council house，英國的公共房屋），最古老的稱為波多貝羅，最大的稱為盧普塞特，其餘的稱為弗蘭肖、普倫普頓、孔雀、東高沼和凱特索普。 2005 年，未被住戶根據購買權計劃買下的住宅被轉讓給已註冊的社會住宅房東：韦克菲尔德及地區住房 (Wakefield and District Housing, WDH)。  桑德爾麥格納、貝納維和額布力等外圍村莊已成為韦克菲尔德的郊區。
韦克菲尔德的玻璃和紡織行業在 1970 和 80 年代消失，採煤業亦要面臨來自替代資源的競爭，需求下降。在瑪格麗特·柴契爾政府的領導下，韦克菲尔德周圍的煤礦是約克郡首批關閉的煤礦之一，該政府使國家能源政策不再依賴英國煤炭，並反對國家採煤員工會（National Union of Mineworkers）的政治權力。 1979 - 1983 年間，韦克菲尔德的礦坑被全部關閉。 隨著韦克菲尔德礦坑的關閉，而位於韦克菲尔德東北方的塞爾比煤田（其礦坑特別在方便通勤的位置建造）正在開放，韦克菲尔德的許多煤礦工人都轉移到新礦坑工作。

## 人口
2001 年，西約克郡都市區下的韦克菲尔德分區人口為 76,886，其中男性 37,477 人，女性 39,409 人。 在同年英國人口普查時，韦克菲尔德市總人口為 315,172 人，其中女性 161,962 人，男性 153,210 人。當地的132,212戶家庭中，39.56%為同居已婚夫婦，28.32%為單人家庭，9.38%為同居伴侶，9.71%為單親家庭。單親家庭比例略高於全國平均水平9.5%，已婚夫婦比例高於全國平均水平36.5%；一人家庭的比例低於全國平均水平30.1%。
| 韦克菲尔德1881至1961年的人口增長                        | 韦克菲尔德1881至1961年的人口增長 | 韦克菲尔德1881至1961年的人口增長 | 韦克菲尔德1881至1961年的人口增長 | 韦克菲尔德1881至1961年的人口增長 | 韦克菲尔德1881至1961年的人口增長 | 韦克菲尔德1881至1961年的人口增長 | 韦克菲尔德1881至1961年的人口增長 | 韦克菲尔德1881至1961年的人口增長 | 韦克菲尔德1881至1961年的人口增長 | 韦克菲尔德1881至1961年的人口增長 | 韦克菲尔德1881至1961年的人口增長 |
| 年份                                                    | 1881                             | 1891                             | 1901                             | 1911                             | 1921                             | 1931                             | 1939                             | 1951                             | 1961                             |                                  |                                  |
| ------------------------------------------------------- | -------------------------------- | -------------------------------- | -------------------------------- | -------------------------------- | -------------------------------- | -------------------------------- | -------------------------------- | -------------------------------- | -------------------------------- | -------------------------------- | -------------------------------- |
| 人口                                                    | 22,173                           | 23,315                           | 24,107                           | 43,588                           | 52,891                           | 59,122                           | 56,963                           | 60,371                           | 61,268                           |                                  |                                  |
| 韦克菲尔德 RSD 1881 – 1911 韦克菲尔德 MB/CB 1921 – 1961 |                                  |                                  |                                  |                                  |                                  |                                  |                                  |                                  |                                  |                                  |                                  |

在2008 - 2009財政年度，韦克菲尔德每 1,000 人的車輛盜竊和車輛盜竊數量分別為 7.9 和 3.9，較英國全國平均水平分別為 6.3 和 2.3 高。 性犯罪為0.9起，符合全國平均水平。與韦克菲尔德的平均水平 15 相比，針對他人的暴力行為的全國平均水平為 16.7。

## 經濟
隨著煤礦和傳統製造業的關閉，韦克菲尔德的經濟在 20 世紀最後 25 年出現下滑，導致失業率居高不下。在 2015 年多重匱乏指數（Multiple Index of Deprivation）中，韦克菲尔德屬於英格蘭最匱乏的 10% 地區。
1998 - 2003 年間，隨著當地經濟基礎多元化，經濟復甦和增長，就業職位增長了 12%。增長得到了歐洲和英國政府資助的內向投資的支持，促進了當地的復興。儘管當地的製造業預計將繼續衰退，至今仍然是當地重要的就業職位來源。而物流和服務行業現在是韦克菲尔德主要產業。
在 2001 年的人口普查中，有 33,521 名工作人員居住在韦克菲尔德。其中，20.74%從事批發和零售業，包括機動車修理； 14.42%在製造業工作； 11% 的人在衛生和社會工作部門工作，6.49% 的人在運輸、倉務和通訊行業工作。 韦克菲尔德是利茲市地區合作組織的成員，這是一個次區域經濟發展合作組織，覆蓋歷史悠久的約克郡地區。

## 地標

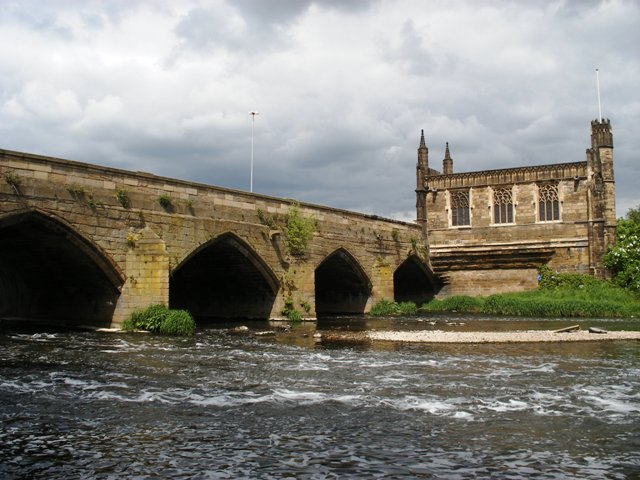
跨越考爾德河的禮拜堂大橋及聖母瑪利亞禮拜堂（Chantry Chapel of St Mary the Virgin）

韦克菲尔德最著名的地標是韦克菲尔德座堂，它高 247 英尺（75 米），擁有約克郡最高的尖頂。在伍德街上，市政區（Civic Quarter）的其他地標亦包括 1810 年落成、帶新古典風格的王冠法院（2*級登錄建築） ，以及於1880年啟用的韦克菲尔德市政廳。 市政廳和 1898 年以安妮女王時代風格建造的郡政廳均被列為一級登錄建築。 聖約翰教堂及廣場、聖約翰北及南大道是喬治時代住宅開發項目的一部分。
古老的韦克菲尔德大橋及其聖母瑪利亞禮拜堂、桑德爾城堡和克拉倫斯公園（Clarence Park）的拉威山（Lawe Hill）都是在冊古蹟。 另一個著名的結構是 95 拱鐵路高架橋，它是 1860 年代在唐卡斯特到利茲鐵路線上用 8 億塊磚建造的。它北半部是一座跨越西路、跨度達24米的橋樑，南半部則是一座橫跨考爾德河、長達50米的鐵橋。
克萊頓醫院 (Clayton Hospital) 是一座建於 1880 年的大型維多利亞式建築，於 2012 年關閉，此後被拆除。
韦克菲尔德赫普沃斯（The Hepworth Wakefield）藝術館以當地雕塑家芭芭拉·赫普沃斯的名字命名，於 2011 年 5 月開業。畫廊有十個內部空間，展示了許多赫普沃斯的作品。該畫廊在第一年吸引了 500,000 名遊客，為當地經濟增加了約 1000 萬英鎊收入。

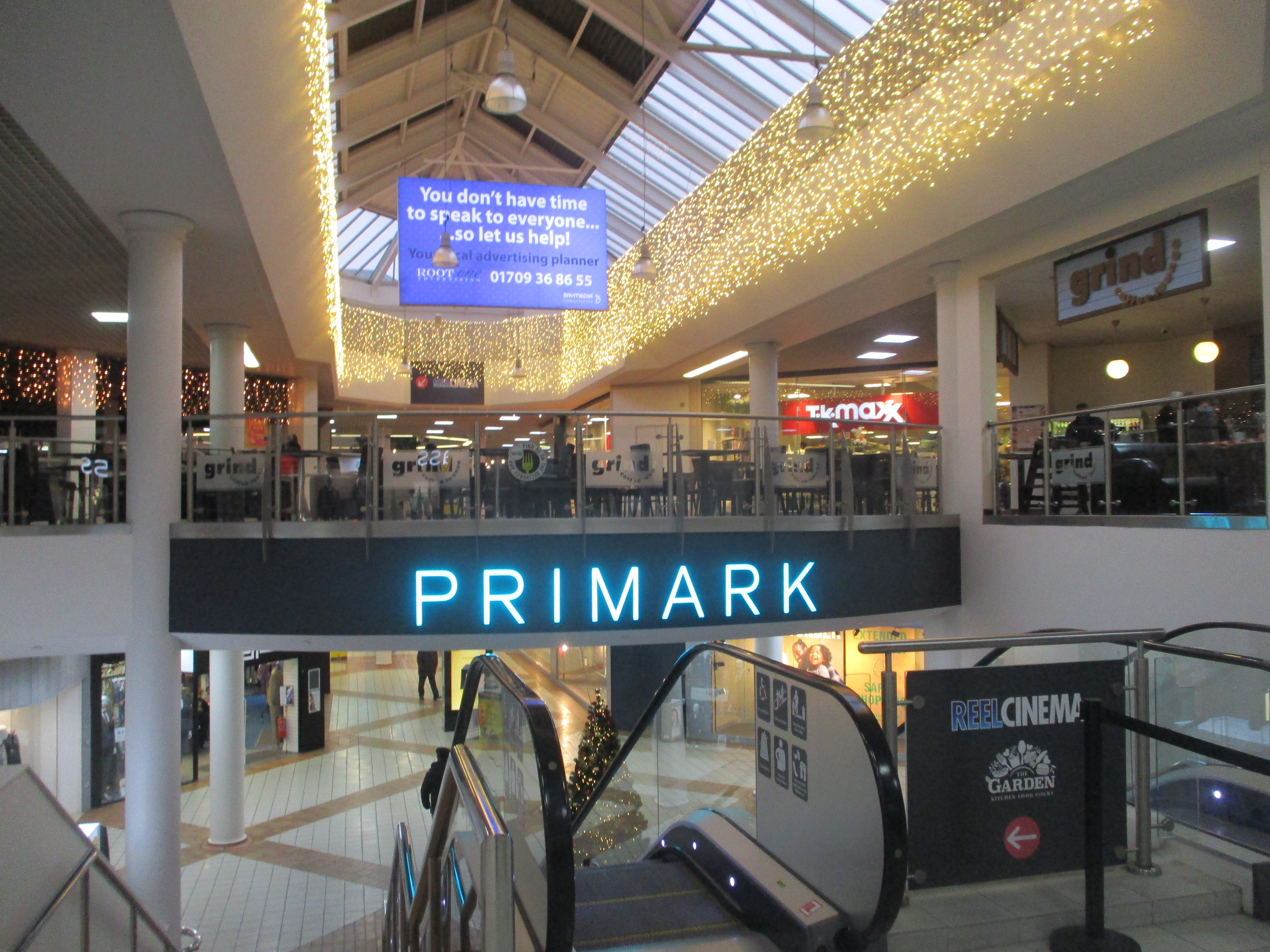
韦克菲尔德的商場The Ridings Centre
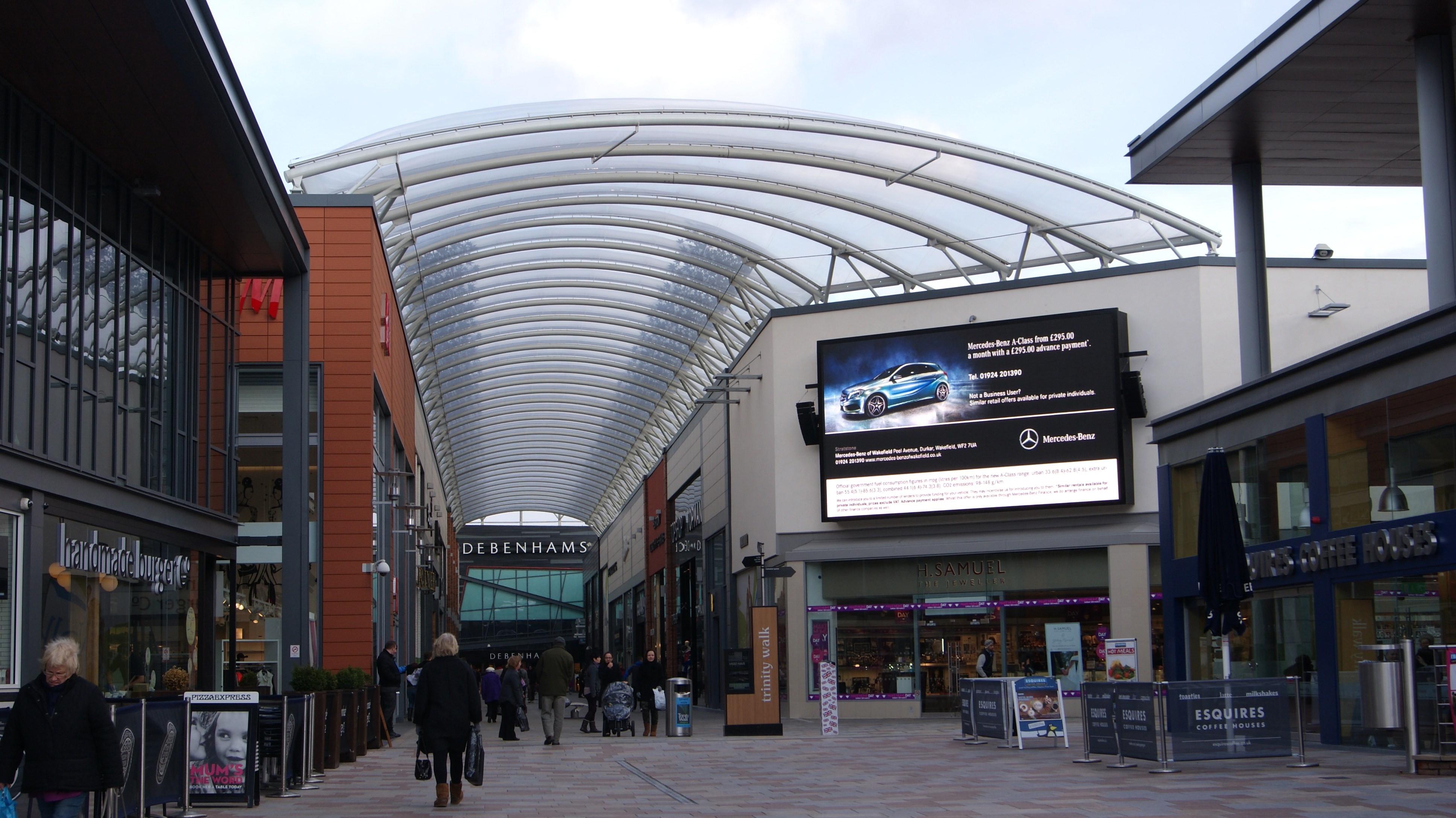
另一座商場Trinity Walk
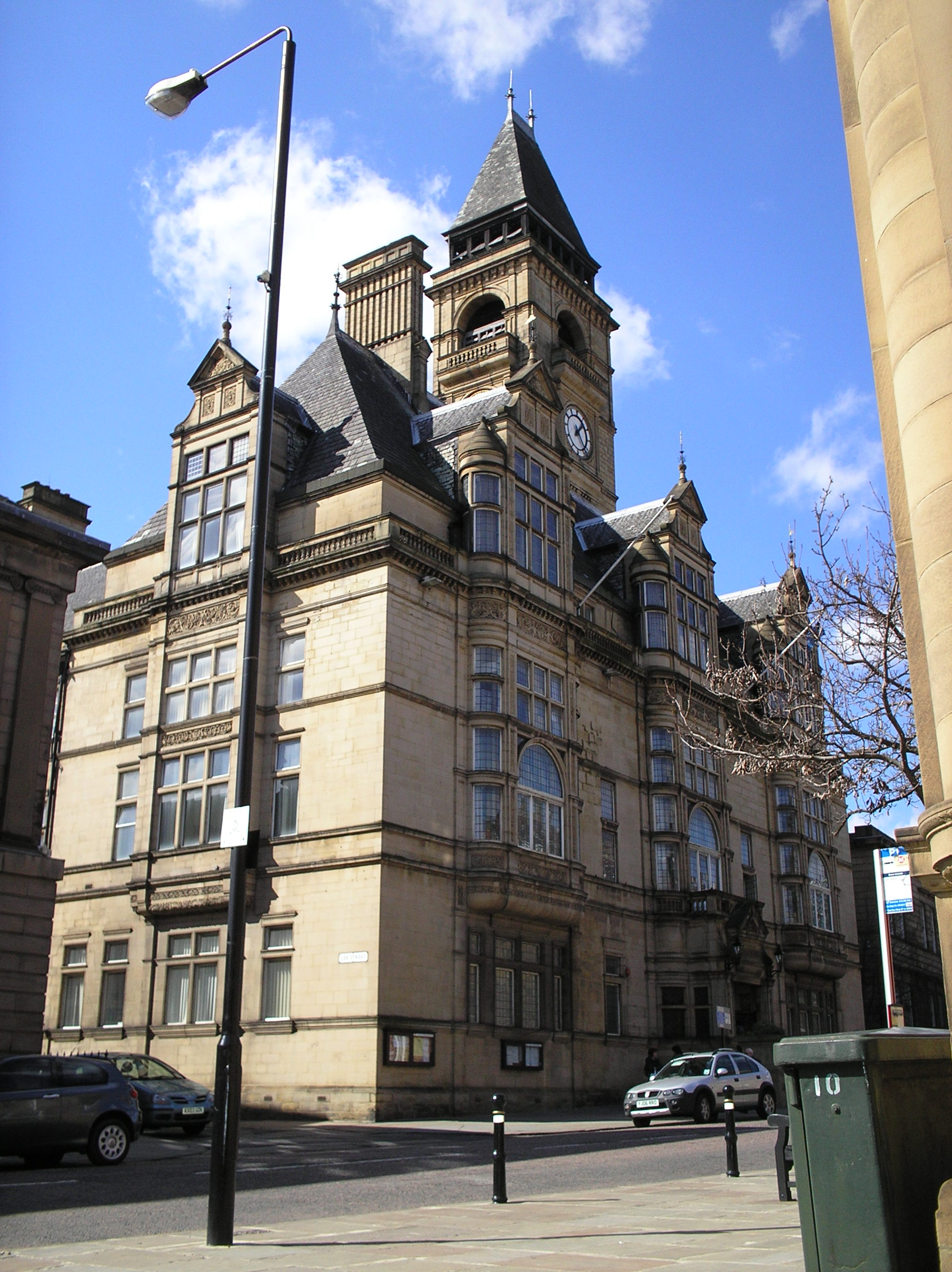
韦克菲尔德市政廳
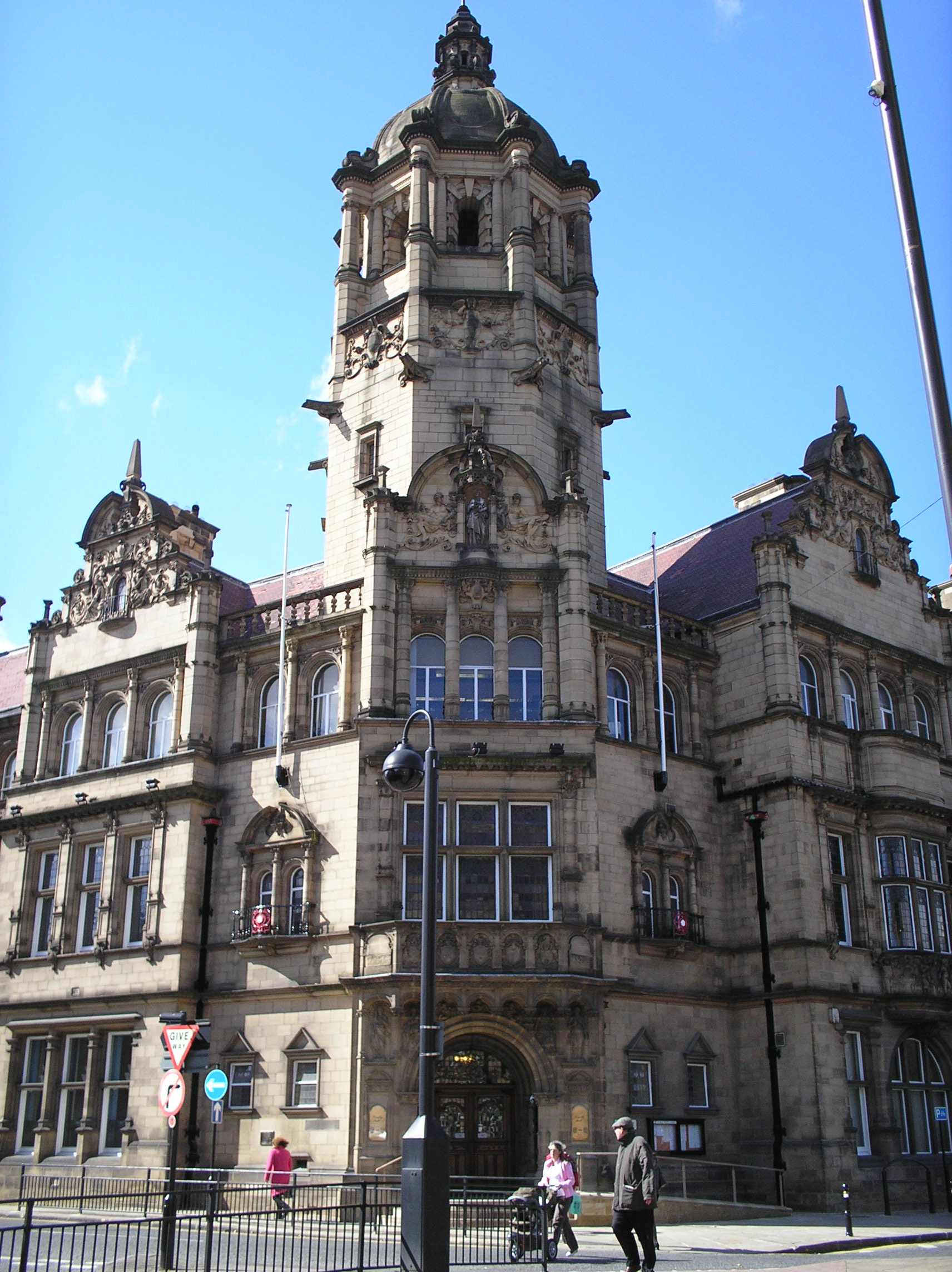
韦克菲尔德郡政廳
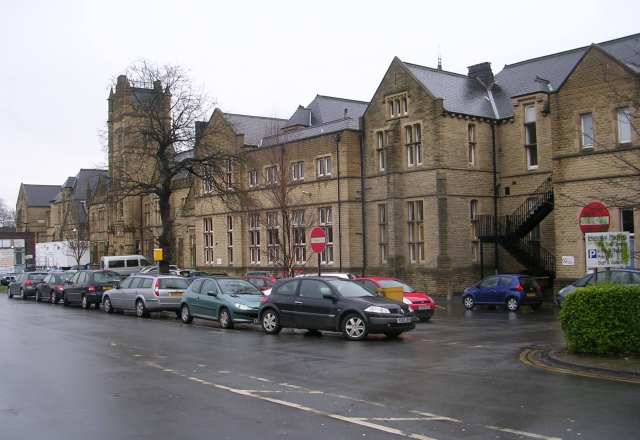
已被拆除的克萊頓醫院
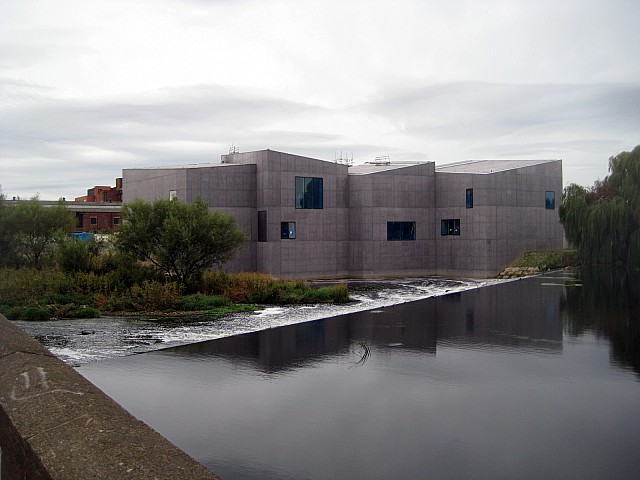
韦克菲尔德赫普沃斯藝術館

## 交通

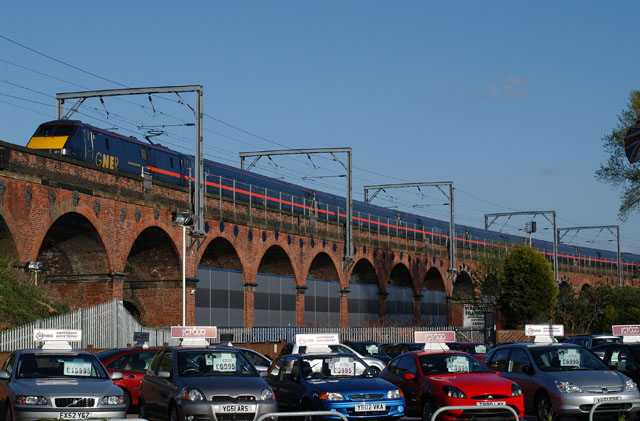
韦克菲尔德的95拱磚造鐵路橋

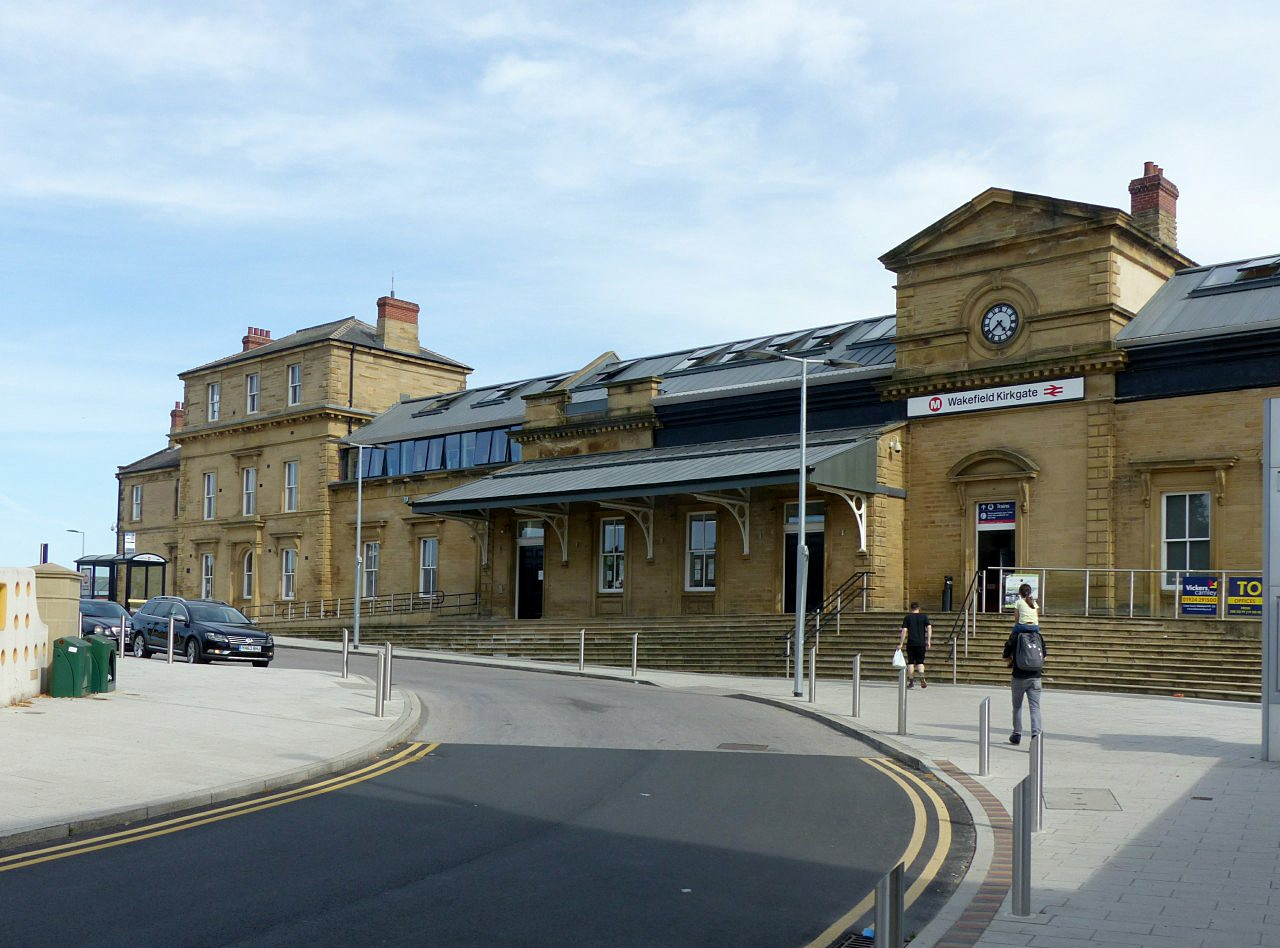
韦克菲尔德教堂路車站

從韦克菲尔德出發，汽車可以方便地進入高速公路系統。M1 和 M62 高速公路的交匯點 42/29 位於韦克菲尔德西北邊，而西面的 M1 高速公路可在 39、40 和 41 號交匯處進入。A1(M )公路則在韦克菲尔德以東。當地被 A61、A638 和 A642 公路穿過，亦是 A636 和 A650 公路的起點。
韦克菲尔德市議會與西約克郡都會交通、其他四個西約克郡區議會和交通運營商合作，通過實施西約克郡地方交通計劃為該地區提供綜合交通系統。 由西約克郡都會交通協調、並從鎮中心的韦克菲尔德巴士站出發的本地巴士網絡為韦克菲尔德和鄰近地區提供服務。公交車由 Arriva 約克郡、捷達約克郡等公司運營。
韦克菲尔德的兩個火車站都有城際特快列車服務。不到兩個小時即可到達倫敦。
韦克菲尔德西路車站於 1867 年在唐卡斯特至利茲線上啟用。並提供列車服務至利茲、唐卡斯特和倫敦國王十字車站。縱貫鐵路火車則開往紐卡斯爾、愛丁堡、伯明翰和英格蘭西南部。東米德蘭列車還提供經謝菲爾德、德比和萊斯特至倫敦聖潘克拉斯的有限服務。它位於西約克郡都會交通網絡（West Yorkshire Metro）的韦克菲尔德線上，該線連接了東海岸主線，並於 1989 年實現電氣化。
韦克菲尔德教堂路車站於 1840 年由曼徹斯特和利茲鐵路公司開通。該站現時無人值守，由北方列車運營，後者經營前往巴恩斯利、梅多霍爾交匯處（Meadowhall Interchange）、謝菲爾德、諾曼頓、龐蒂弗拉克特、諾丁利（Knottingley）、利茲、卡斯爾福德和諾丁漢的火車。  該站服務於西約克郡都會交通網絡中的哈林線（Hallam Line）、哈德斯菲爾德線和龐蒂弗拉克特線。大中央鐵路在倫敦國王十字車站和布拉德福德轉運站之間運營的列車服務亦有在該站停靠。 2009 年，該站安裝了閉路電視，但它已被認為是英國治安最糟糕的站之一。 然而，它於2014年起進行了大規模翻新。
離韦克菲尔德最近的機場是里茲布拉福機場，位於當地以北部19 英里（31 公里）處的耶登（Yeadon），主要提供前往歐洲各地的航班。
艾爾和考爾德通航運河從利茲到古爾全長 33 英里（53 公里），從韦克菲尔德到卡斯爾福德全長 7.5 英里（12.1 公里），興建該運河的法案於1699年獲議會經過。它於 1704 年通航至利茲，1706年通航至韦克菲尔德，載重 100 噸的船隻得以從亨伯河到達韦克菲尔德。 今天少量的商業交通和休閒船隻仍然使用該運河。 考爾德和海伯通航運河於 1758 年的議會法案通過後創建，旨在使考爾德河可通航至梳瓦比橋（Sowerby Bridge）。這條路線最初由約翰·史密頓 (John Smeaton) 勘測，現在仍然開放，供休閒船使用。 巴恩斯利運河是一條寬闊的運河，有 20 個船閘，於 1799 年開通。它將巴恩斯利與韦克菲尔德的艾爾和考爾德通航運河連接起來，但已於 1953 年被廢棄。

## 教育
韦克菲尔德現存最古老的學校是伊麗莎白女王文法學校。這是一所男校，由伊麗莎白一世根據皇家憲章於 1591 年建立。位於布魯克街的學校原建築現在是「伊麗莎白畫廊」。 該校於 1854 年搬到北路上。 學校由韦克菲尔德慈善機構的管理者管理，他們亦於 1878 年在溫特沃斯街開設了韦克菲尔德女子高中。 今天這兩所學校是獨立學校。英格蘭教會則於當地開設了國立學校，包括 1840 年代開辦的聖瑪麗學校和 1861 年開辦的聖約翰學校。 平德斯（Pinders）小學 ，最初是東高沼學校，是當地唯一一所根據 1870 年教育法開辦的學校，至今仍在開辦。
韦克菲尔德學院起源於 1868 年的工藝美術學院，如今是當地中六和延續教育課程的主要提供者，約有 3,000 名全日制學生和 10,000 名非全日制學生， 並於當地和周邊城鎮的設有校園。 2007 年，韦克菲尔德市議會和韦克菲尔德學院宣布了建立韦克菲尔德大學中心的計劃，但 2009 年的資金競標失敗了。 其他設有中六年級的學校包括：伊麗莎白女王文法學校、韦克菲尔德女子高中和主教座堂高中（Cathedral High School）。主教座堂高中現在是一所面向 11 至 18 歲學生的表演藝術學院。

## 姊妹城市
韦克菲尔德的姊妹城市為：
- 法國 卡斯特尔 [85]（自1953年）
- 法國 埃南-博蒙 [85]（自1972年）
- 德国 卡斯特羅普-勞克瑟爾 （自1949年）
- 德国 黑爾訥（自1956年）
- 德国 阿爾費爾德（自1958年）
- 波蘭 科寧 （自1996年）
- 西班牙 吉羅納 （自1990年）
- 中华人民共和国 襄陽 [86] （自2016年）